# Rhabdoweisiaceae
Rhabdoweisiaceae là một họ rêu trong bộ Dicranales.